# Reseda anatolica
Reseda anatolica är en resedaväxtart som först beskrevs av Abdallah och de Wit, och fick sitt nu gällande namn av Sven Snogerup och Britt Snogerup. Reseda anatolica ingår i släktet resedor, och familjen resedaväxter. Inga underarter finns listade i Catalogue of Life.